# رنگ‌آمیزی جانور

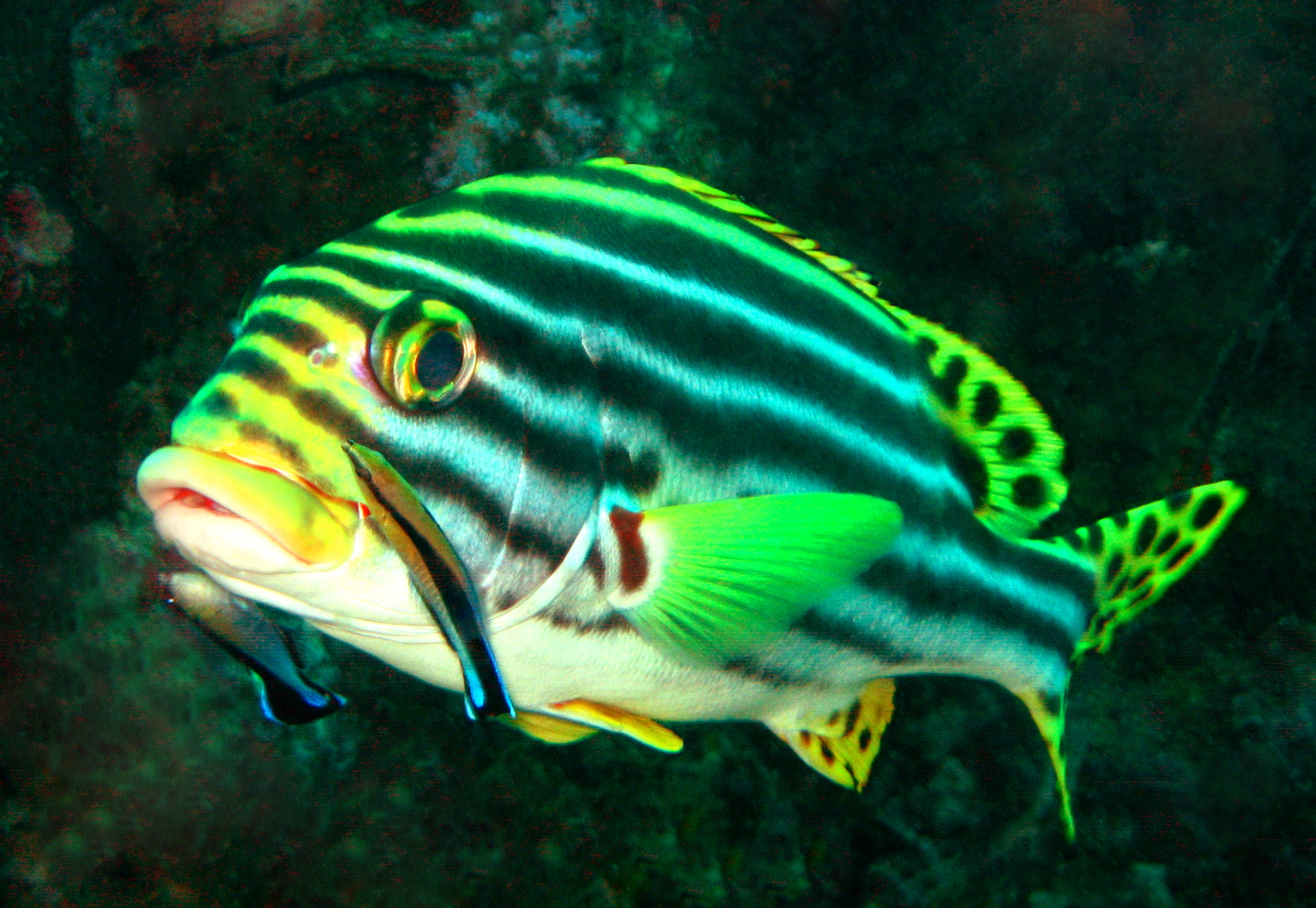
یک ماهی رنگی درخشان خاوری (Plectorhinchus vittatus) منتظر می‌ماند در حالی که دو ماهی پاک‌کننده با طرح‌های جسورانه (Labroides dimidiatus) انگل‌ها را از پوستش برمی‌چینند. الگوی دم و باله خالدار نشان‌دهنده بلوغ جنسی است. رفتار و الگوی ماهی‌های پاک‌کننده نشان‌دهنده در دسترس بودن آنها برای خدمات نظافتی است، نه به عنوان طعمه.

رنگ‌آمیزی جانوری ظاهر کلی یک حیوان است که از انعکاس یا انتشار نور از سطوح آن حاصل می‌شود. برخی از جانوران دارای رنگ‌های روشن هستند، در حالی که برخی دیگر به سختی دیده می‌شوند. در برخی گونه‌ها مانند طاووس، نر دارای نقش‌های قوی، رنگ‌های برجسته و رنگین‌کمانی است، در حالی که ماده به مراتب کمتر دیده می‌شود.
رنگ‌آمیزی جانوران برای سده‌ها موضوع مورد علاقه و تحقیق در زیست‌شناسی بوده است. در دوران کلاسیک، ارسطو ثبت کرد که هشت‌پا زمانی که نگران می‌شد، می‌توانست رنگ خود را تغییر دهد تا با پس‌زمینه‌اش هماهنگی داشته باشد.
رابرت هوک در کتاب Micrographia خود در سال ۱۶۶۵، رنگ‌های «فوق‌العاده» (ساختاری، نه رنگدانه‌ای) پرهای طاووس را شرح می‌دهد.
بر اساس تئوری انتخاب طبیعی چارلز داروین در سال ۱۸۵۹، ویژگی‌هایی مانند رنگ‌آمیزی فرگشت جانوران را با ایجاد مزیت تولیدمثلی به وجود آورد. به عنوان مثال، افراد با استتار کمی بهتر از سایر گونه‌های مشابه، به‌طور متوسط فرزندان بیشتری از خود به جای می‌گذارند. داروین در کتاب خاستگاه گونه‌ها دربارهٔ سیاه‌خروس‌ها توضیح می‌دهد.

## دلایل تکاملی برای رنگ‌آمیزی جانوران
- استتار
- حواس‌پرتی
- هشدار
- وحشت‌زده کردن
- حرکت خیره‌کننده
- حفاظت فیزیکی
- تنظیم دما
- رنگ‌آمیزی اتفاقی
- خدمات تبلیغاتی

### گزینش جنسی
داروین مشاهده کرد که نرهای برخی از گونه‌ها، مانند پرندگان بهشتی، بسیار متفاوت از ماده‌ها هستند.

### علامت‌دهی
رنگ به‌طور گسترده‌ای برای سیگنال‌دهی در جانوران مختلف مانند پرندگان و میگو استفاده می‌شود. سیگنال‌دهی حداقل سه هدف را شامل می‌شود:
- تبلیغاتی، برای نشان دادن یک قابلیت یا خدمات به جانوران دیگر، چه در یک گونه یا گونه دیگر.
- انتخاب جنسی، که در آن اعضای یک جنس جفت‌گیری با اعضای رنگی مناسب از جنس دیگر را انتخاب می‌کنند و در نتیجه باعث ایجاد چنین رنگ‌هایی می‌شود.
- هشدار، برای نشان‌دادن زیان‌آور بودن جانور، به عنوان مثال می‌تواند نیش بزند، سمی است یا تلخ مزه است. سیگنال‌های هشدار ممکن است به‌طور واقعی یا نادرست تقلید شوند.

### تقلید
- تقلید باتسی، که در آن یک گونه خوراکی شبیه یک گونه ناپسند یا خطرناک است. این بیشتر در حشراتی مانند پروانه‌ها دیده می‌شود. یک مثال آشنا، شباهت مگس گلزار بی‌ضرر (که نیش ندارند) به زنبورها است.
- تقلید مولرین، که در آن دو یا چند گونه جانوری ناپسند یا خطرناک به یکدیگر شباهت دارند. این در میان حشراتی مانند زنبورها و زنبورها (پرده‌بالان) رایج است.

## سازوکار تولید رنگ در جانوران
رنگ جانور ممکن است نتیجه هر ترکیبی از رنگدانه‌ها، سلول‌های رنگدانه‌ای، رنگ ساختاری و زیست‌تابی باشد.
- رنگ‌آمیزی توسط رنگدانه‌ها
- رنگ‌بندی متغیر توسط سلول‌های رنگدانه‌ای
- زیست‌تابی
- رنگ‌بندی ساختاری

| سازوکار                   | ساختار                                                       | مثال                                                        |
| ------------------------- | ------------------------------------------------------------ | ----------------------------------------------------------- |
| توری پراش                 | لایه‌های کیتین و هوا                                          | رنگ‌های کمانی رنگ پولک‌های بال پروانه، پر طاووس               |
| توری پراش                 | آرایه‌های درختی‌شکل از کیتین                                   | پولک‌های بال پروانه مورفو                                    |
| آینه‌های انتخابی           | گودی‌هایی به اندازه میکرون که با لایه‌های کیتین پوشانده شده‌اند | Papilio palinurus، پولک‌های بال پروانه دم‌چلچله‌ای زمردی       |
| بلورهای فوتونیکی          | آرایه‌هایی از سوراخ‌هایی در ابعاد نانو                         | پولک‌های بال پروانه‌ای Cattleheart                            |
| الیاف کریستال             | آرایه‌های شش‌ضلعی از نانوالیاف توخالی                          | آفرودیتا، خارهای موش دریایی                                 |
| ماتریس‌های تغییر شکل یافته | نانو کانال‌های تصادفی در کراتین اسفنجی                        | آبی پراکنده غیر کمانی از Ara ararauna، مکائو آبی‌طلایی       |
| پروتئین‌های برگشت‌پذیر      | بازتاب پروتئین‌های کنترل‌شده توسط بار الکتریکی                 | سلول‌های ایریدوفور در پوست ماهی مرکب مرکب‌ماهی درازباله ساحلی |

## نگارخانه دلایل تکاملی

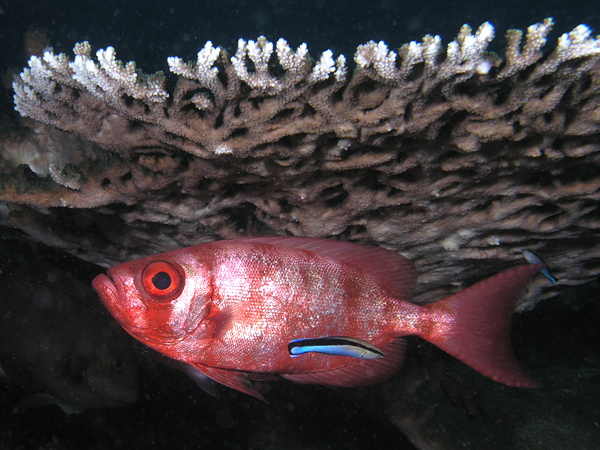
زمردماهیان پاک‌کننده خدمات نظافت خود را به یک سنجاب چشم‌درشت سیگنال می‌دهد.
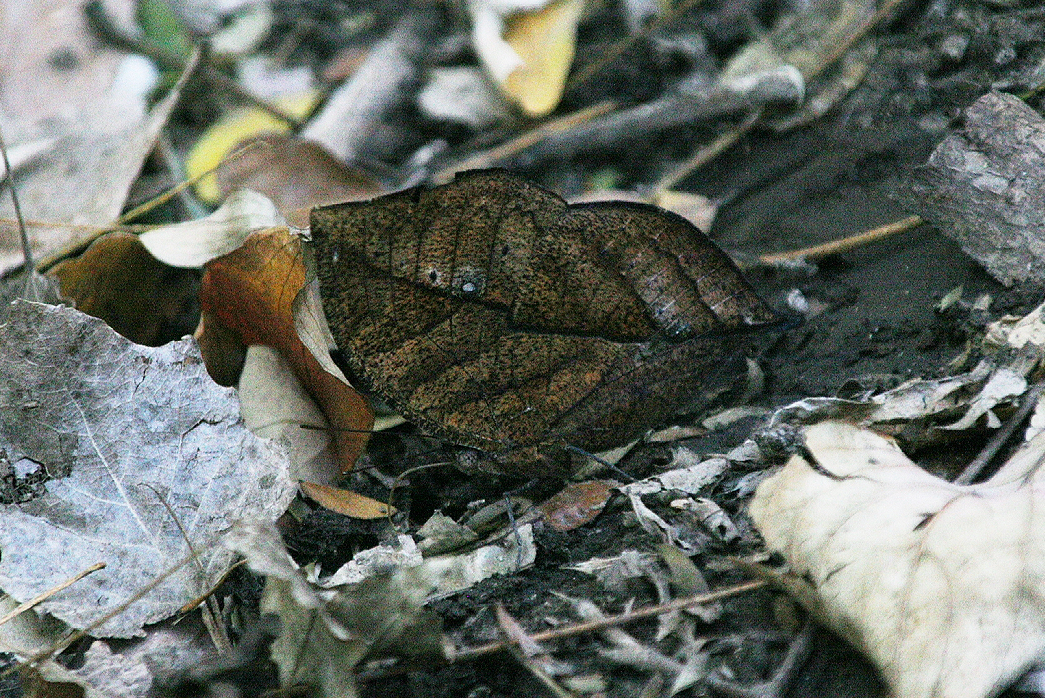
پروانه‌ای استتارشده با برگ بلوط به نام Kallima inachus (مرکز) شباهت محافظتی دارد.
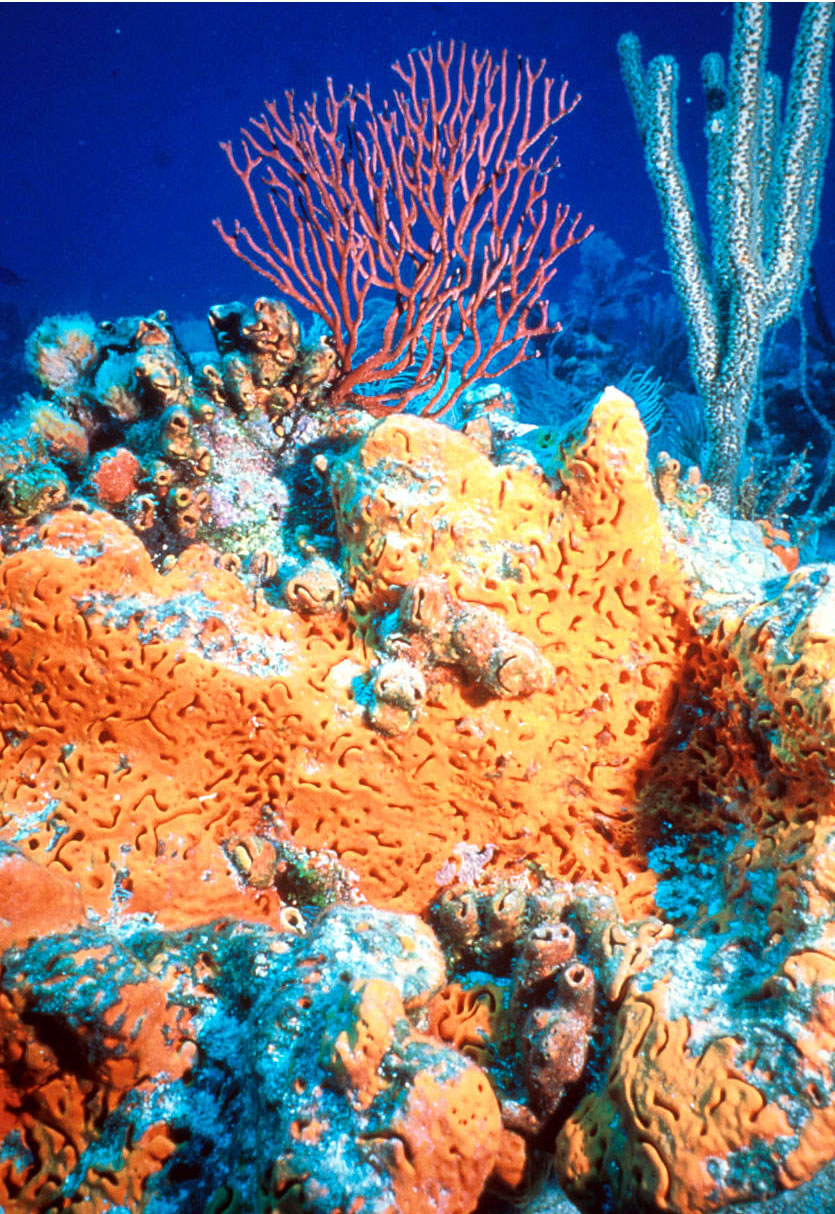
رنگ روشن اسفنج گوش‌فیل نارنجی، Agelas clathrodes طعم تلخ آن را به شکارچیان نشان می‌دهد.
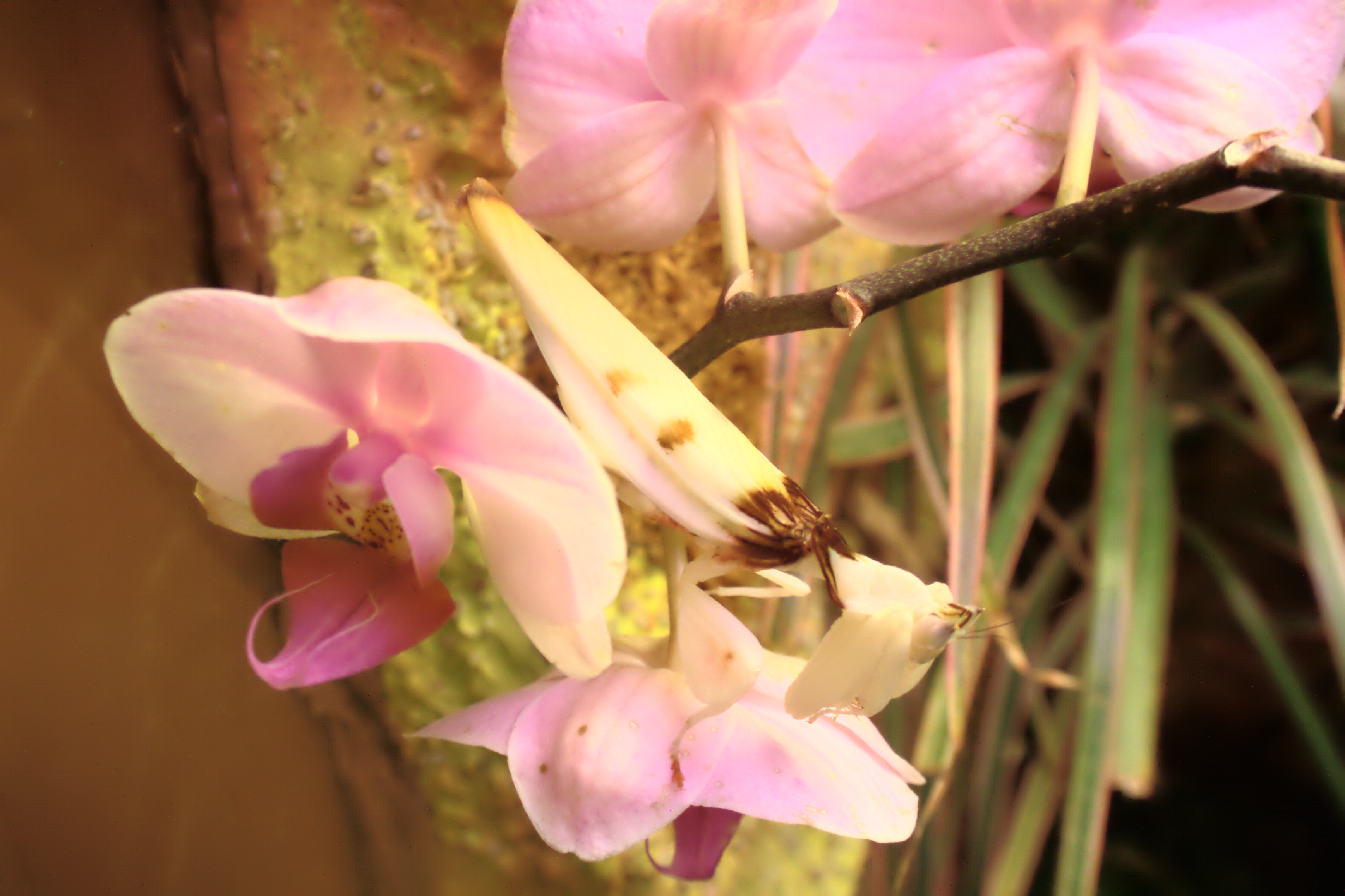
آخوندک گلی، Hymenopus coronatus، از تقلید تهاجمی خاصی استفاده می‌کند.
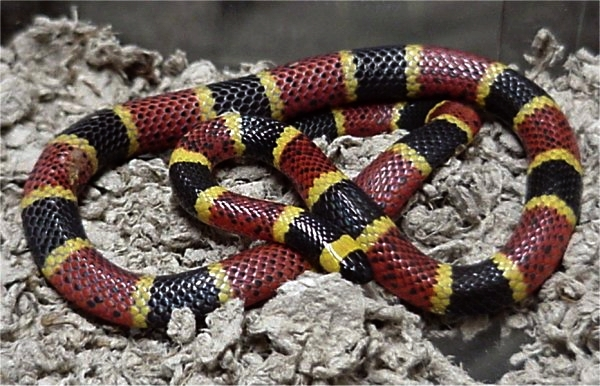
یک مار مرجانی سمی از رنگ‌های روشن برای هشدار دادن به شکارچیان احتمالی استفاده می‌کند.
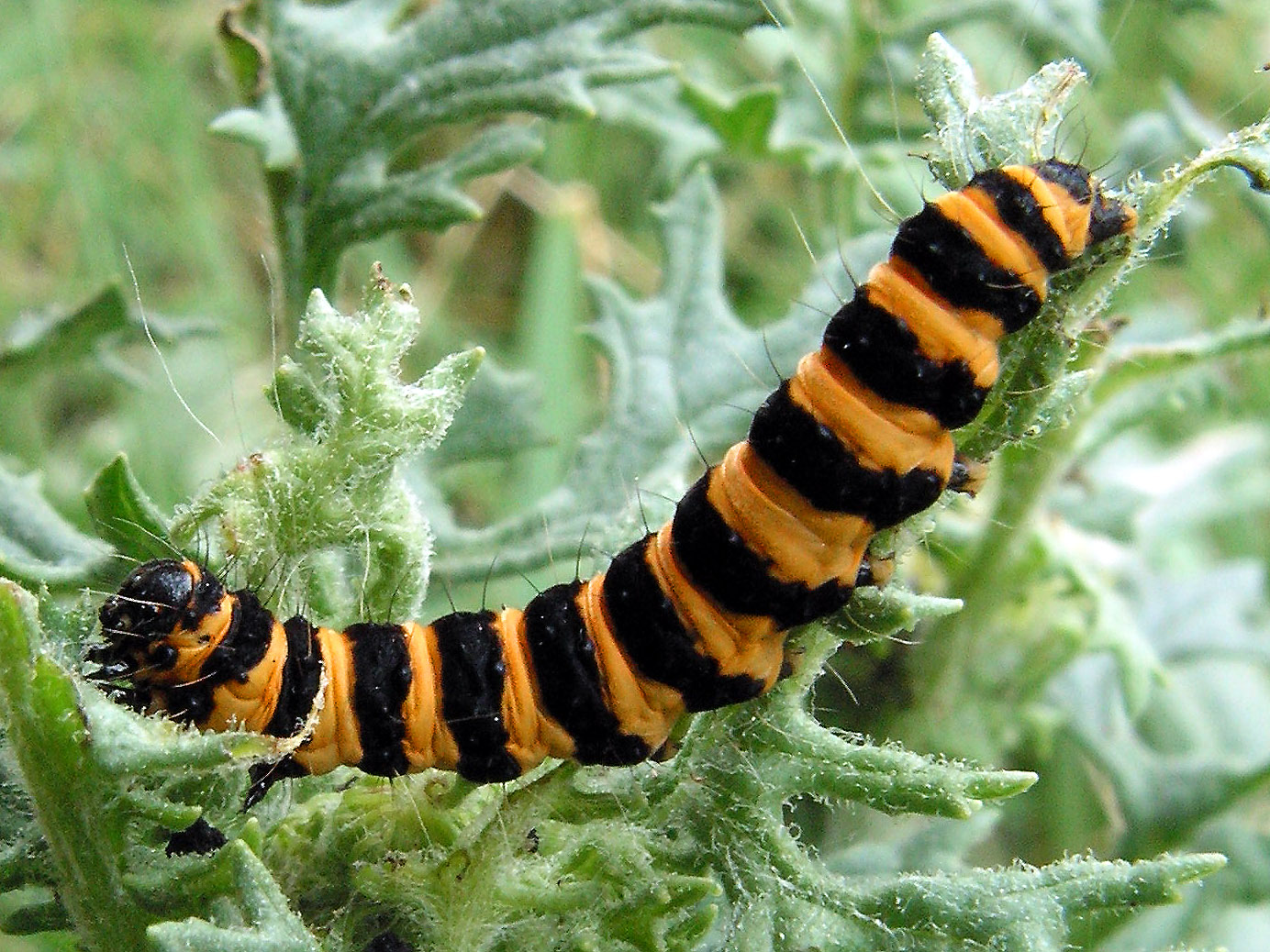
رنگ‌های هشداردهنده سیاه و زرد کاترپیلار پروانه سینابار، Tyria jacobaeae، به طور غریزی توسط برخی از پرندگان اجتناب می‌شود.
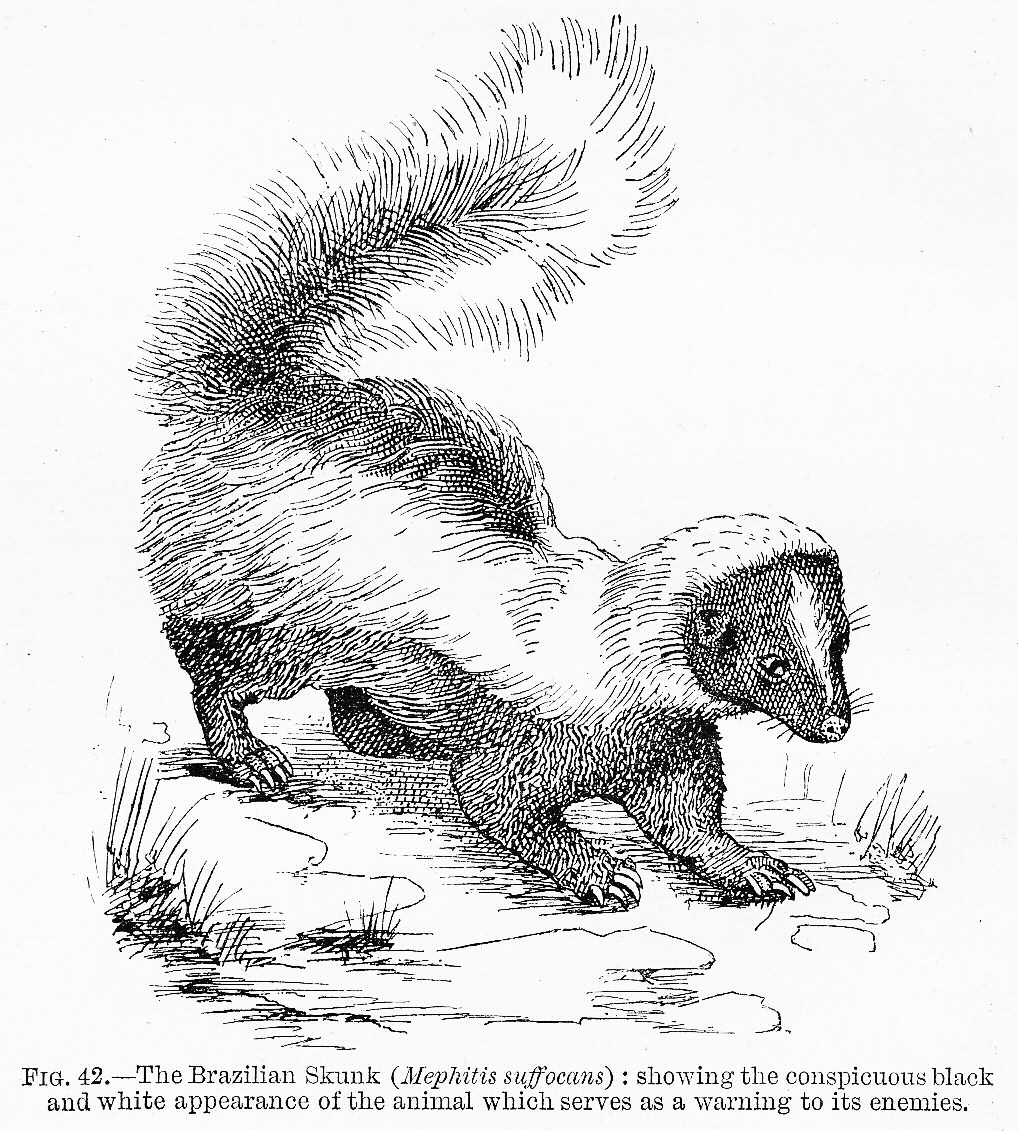
رنگ‌آمیزی هشداردهنده اسکانک در کتاب رنگ‌های جانوران اثر ادوارد باگنال پولتون، ۱۸۹۰
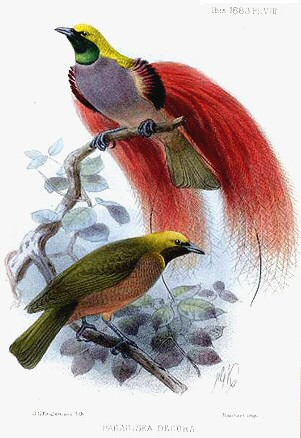
مرغ بهشتی گولدی را به یک ماده نشان می‌دهد.
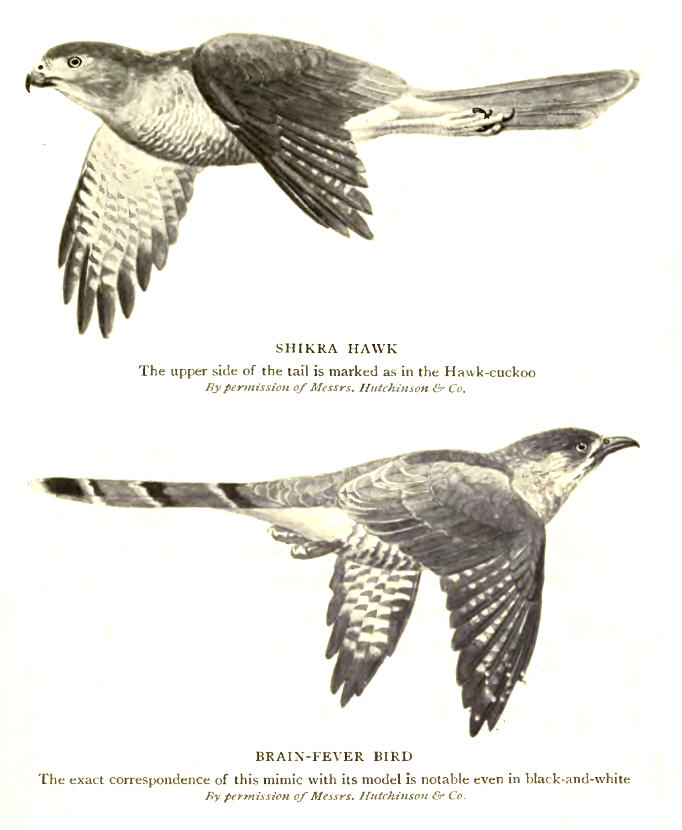
کوکوشاهین معمولی شبیه یک پیغوی کوچک درنده است و به کوکو فرصت می‌دهد تا بدون توجه در لانه یک پرنده آوازخوان تخم بگذارد.
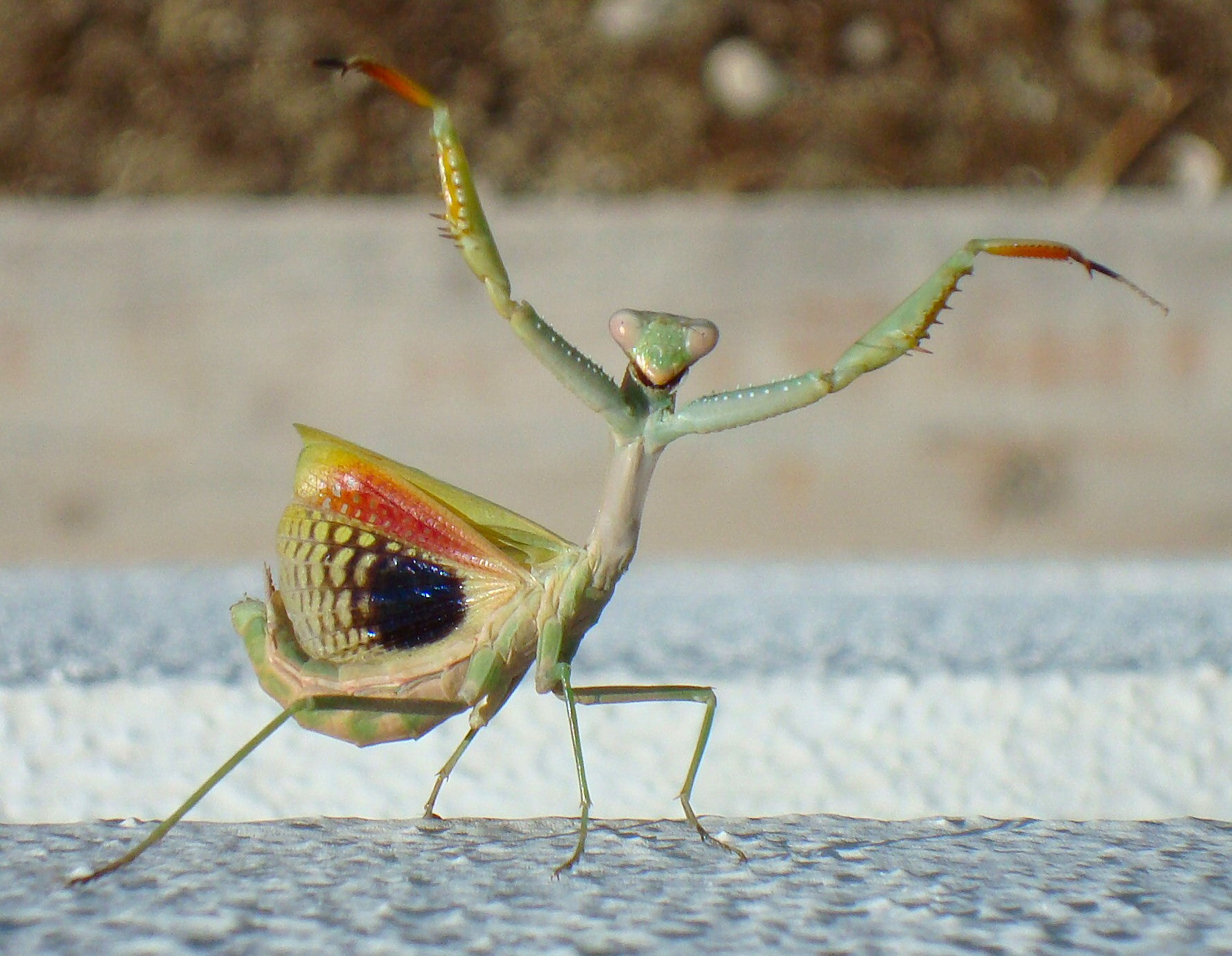
آخوندک نیایشگر در حالت تهدیدآمیز، لکه‌های رنگی آشکاری را به نمایش می‌گذارد تا شکارچیان بالقوه را مبهوت کند. این رنگ هشداردهنده نیست زیرا حشره خوش‌طعم است.
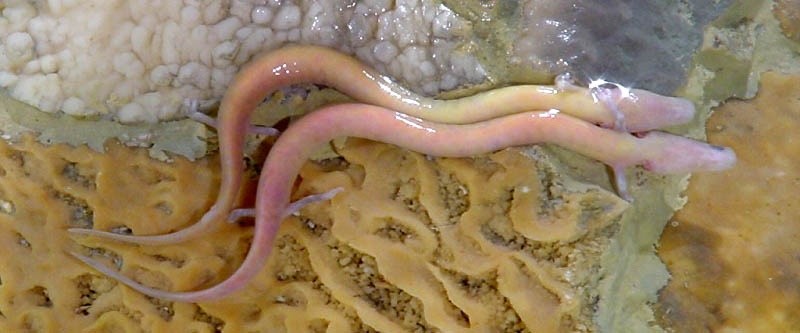
خون اولم باعث می‌شود که صورتی به نظر برسد.
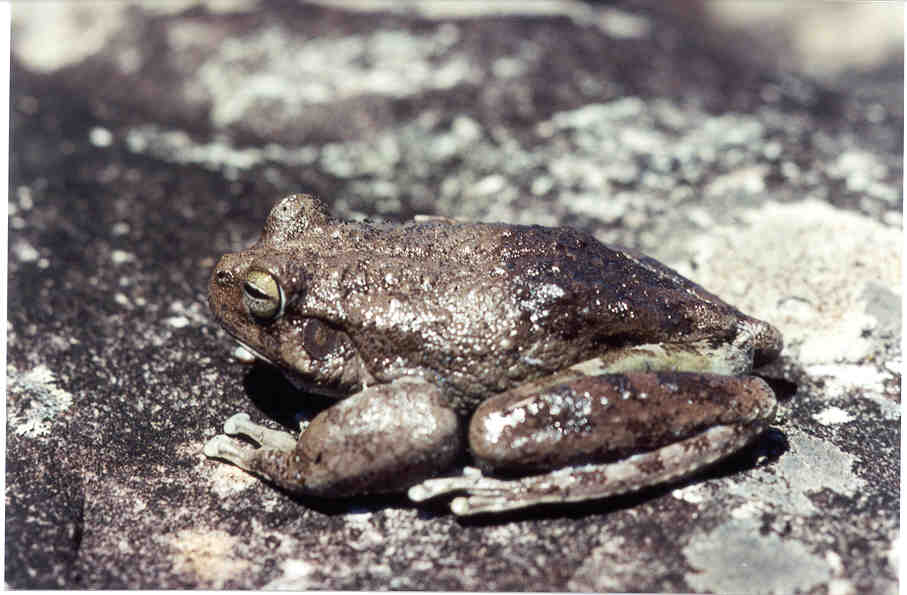
این قورباغه برای کنترل دمای خود رنگ پوست خود را تغییر می‌دهد.
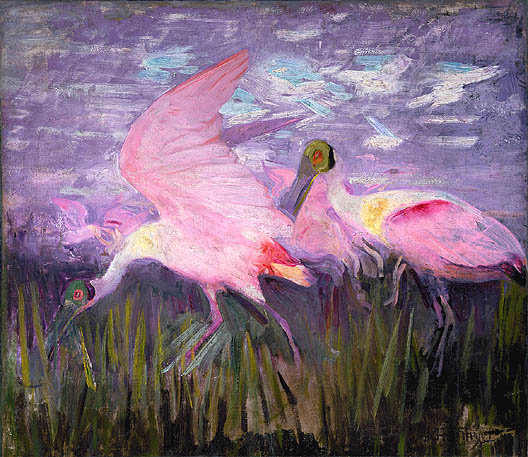
در کفچه‌نوک گلگون ۱۹۰۵–۱۹۰۹، Abbott Handerson Thayer تلاش کرد تا نشان دهد که حتی صورتی روشن این پرندگان برجسته عملکردی دیدگریزی دارد.

## نگارخانه سازوکار تولید رنگ

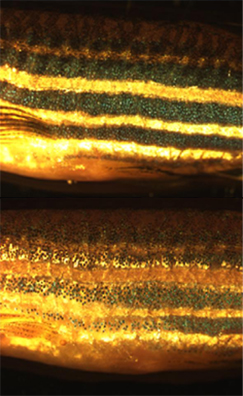
پهلوی گورخرماهی نشان می‌دهد که سلول‌های رنگدانه‌ای (لکه‌های تاریک) چگونه به ۲۴ ساعت در تاریکی (بالا) یا نور (در زیر) پاسخ می‌دهند.
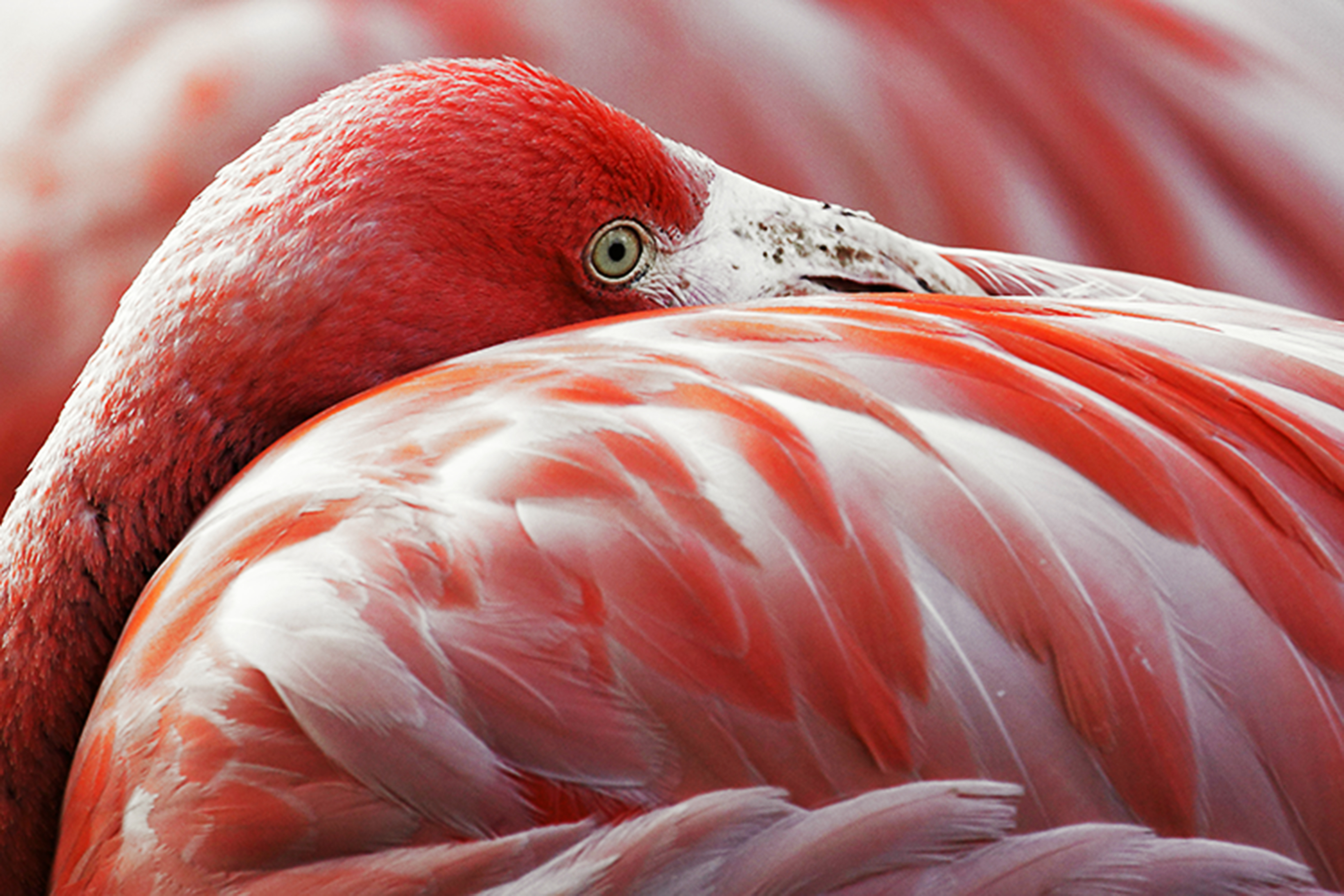
رنگدانه سرخ موجود در پرهای فلامینگو از رژیم غذایی میگو که آن را از جلبک‌های میکروسکوپی دریافت می‌کند، به دست می‌آید.
ملانوفورهای سیاه ماهی و قورباغه سلول‌هایی هستند که می‌توانند با پراکندگی یا تجمع اجسام دارای رنگدانه تغییر رنگ دهند.
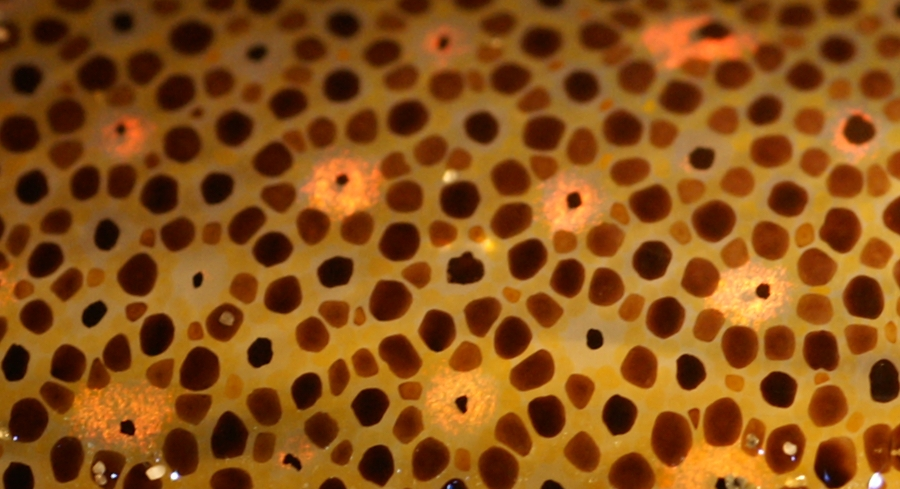
کروماتوفورهای ماهی مرکب به صورت نواحی سیاه، قهوه‌ای، قرمز و صورتی در این میکروگراف ظاهر می‌شوند.
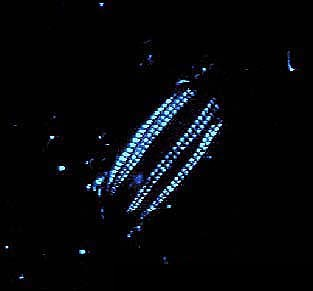
شانه‌دار زیست‌تاب Euplokamis
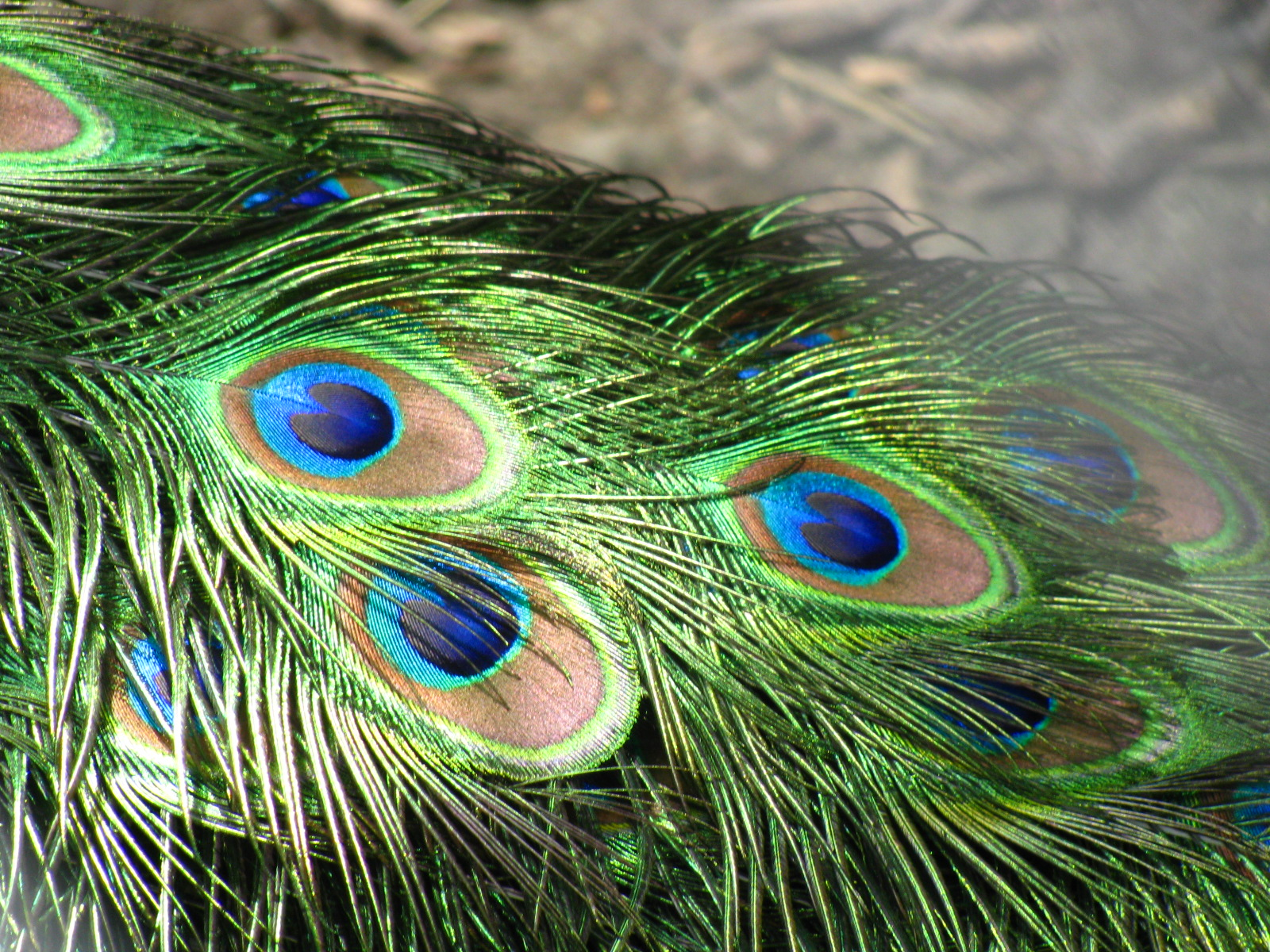
رنگ‌های رنگین‌کمانی درخشان پرهای دم طاووس با رنگ‌آمیزی ساختاری ایجاد می‌شود.
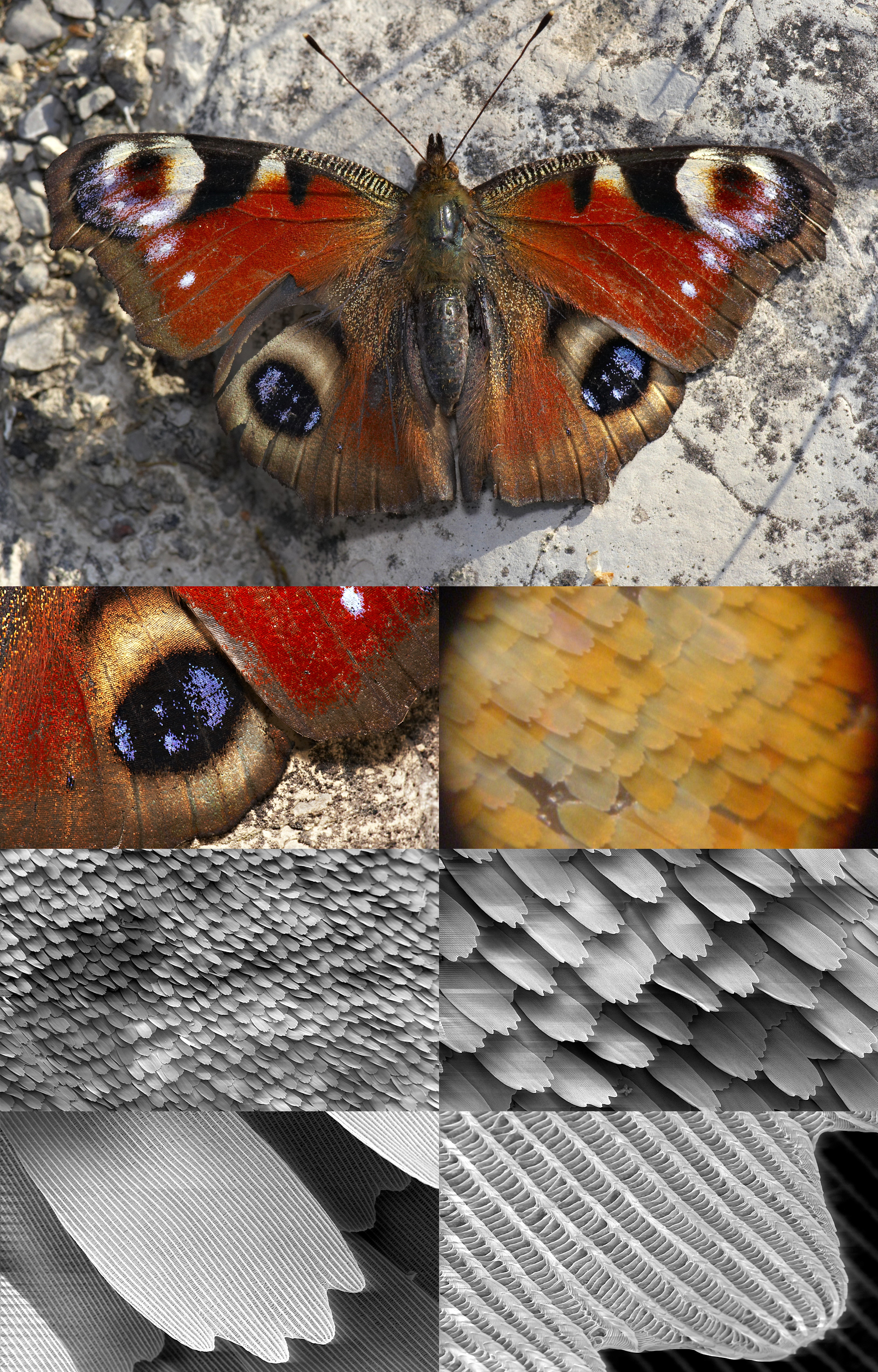
بال پروانه در بزرگنمایی‌های مختلف کیتین ریزساختاری را نشان می‌دهد که به عنوان توری پراش عمل می‌کند.